# Tatort: Schwelbrand
Schwelbrand ist eine Folge der Krimireihe Tatort, die am 21. Januar 2007 erstmals ausgestrahlt wurde. Die Folge fiel durch den Auftritt zahlreicher Musiker und Gruppen auf. So spielten neben der Sängerin Jeanette Biedermann in der Hauptrolle als Gäste Revolverheld, MIA., Nevio Passaro, Mattafix, Stefan Gwildis, Mike Leon Grosch und Simon Webbe.

## Handlung
Die berühmte Pop-Sängerin Dana soll in Bremen mit ihrer Band bei einem „Live-Konzert gegen Rechts“ auftreten. Im Vorfeld des Konzerts wird der Plakatkleber Ahmed Aksu lebensgefährlich verletzt. Im Zuge dessen legt einer der Wortführer der Neonazis eine falsche Spur, um seinen in der Rangordnung über ihm stehenden Rivalen auszubooten. Aber während der Ermittlungen durch Kommissarin Inga Lürsen und ihrem Kollegen Stedefreund in der Bremer Neonaziszene wird Danas Assistentin Susanne Wolters getötet. Da sie zur Tatzeit Danas Mantel trug, könnte es sich auch um eine Verwechslung handeln. Die Ermittlungen in dieser Richtung werden jedoch wiederholt durch den Verfassungsschutz beeinträchtigt, der seinerseits die lokale rechte Szene und eine sich daraus formierende rechte Partei beobachten will und sich durch die Ermittlungen und die daraus resultierende Polizeipräsenz gestört fühlt. Letztendlich kooperieren die Geheimdienstler, aber nur inoffiziell, mit der Bremer Polizei, und weisen die Ermittlungen in eine andere Richtung. Zugleich präsentieren sie der Polizei die falsche Spur und schaffen sich so freie Bahn für die weitere Beobachtung. Die Polizei wiederum nimmt die gelegte Spur auf und baut sie zur Anklage aus. Während die Neonazis sich weitgehend ungestört neu formieren, weil einer ihrer Anführer unter Johlen und Beifall für den Tod von Ahmed Aksu verantwortlich gemacht und festgenommen wurde, nimmt Inga Lürsen Dana erneut ins Verhör. Dabei stellt sich heraus, dass Susanne Wolters mehr als eine gewöhnliche Stalkerin war. Sie hatte vielmehr die Pop-Sängerin mit deren bislang geheim gehaltener Neonazi-Vergangenheit solange erpresst, bis diese im Affekt Susanne Wolters niederschlug. Da das „Live-Konzert gegen Rechts“ reibungslos über die Bühne gehen soll, lässt Inga Lürsen Danas Auftritt auf deren Drängen hin zu, anstatt sie vor dem überwiegend linksorientierten Konzertpublikum festzunehmen.

## Einschaltquoten
Den Tatort Schwelbrand sahen bei der Erstausstrahlung in Deutschland 7,43 Millionen Zuschauer ab drei Jahren, was einem Marktanteil von 19,4 % entsprach; in der werberelevanten Zielgruppe von 14 bis 49 Jahren schalteten 2,91 Millionen Zuschauer ein (17,8 %).

## Kritiken
Frank Rauscher von teleschau – der mediendienst meint, dass der Tatort als „politisch ambitionierter Film, der die ‚rechte Szene‘ auslotet“ scheitert, aber als „flotter Pop-Krimi“ halbwegs gut funktioniere. „Wenngleich: Würde nicht Kommissarin Inga Lürsen (Sabine Postel) ab und zu auftauchen und inmitten der Hipsters und Skins sehr angestrengt, seriös und überaus politisch engagiert dreinblicken, man vergäße fast, dass es sich hier um einen ‚Tatort‘ handelt …“. Dennoch sei der Plot „zwar reichlich überladen, aber bis zum Schluss spannend“. Das Ansinnen „ein fiktionales Zeichen gegen Rechts setzen zu wollen“ gehe natürlich in Ordnung. Aber wenn dies schon thematisiert werden soll, „dann bitteschön mit mehr Konsequenz und Tiefgang als in diesem ‚Tatort‘“.
Kathrin Buchner sagte in stern.de, dass so viel Musik noch nie in einem Tatort war. „Trotzdem traf der Krimi nicht ganz den richtigen Ton.“ So sei die „ARD-Attraktivitätsattacke auf das junge Publikum mit politisch-korrektem Stoff“ ehrenwert, doch stimme der Takt in der Geschichte nicht. „So können noch so viele Musiker für den ‚Tatort‘ trommeln, er reißt nicht mit“. Aber zumindest sei der Schlussakkord gelungen.
Die TV Spielfilm meinte: „Der stets engagierte Autor und Regisseur Thorsten Näter wollte zeigen, wie sich Rechtsextreme unauffällig in die Mitte der Gesellschaft mogeln, präsentiert aber doch nur die alten Glatzen-Klischees.“